# Marcha del Antiguo Reino de Galicia
La Marcha del Antiguo Reino de Galicia (en gallego Marcha do Antigo Reino de Galicia) es una marcha procesional reconocida oficiosamente como himno instrumental de Galicia (España). Su autoría se remonta a la tradición popular y la pieza podría haber nacido a lo largo del siglo XVI o XVII.
Fue ejecutada por los gaiteros de las cofradías procesionales a lo largo de los siglos. También se denomina Marcha Solemne del Antiguo Reino de Galicia o Marcha de los Peregrinos, ya que sonaba con frecuencia a la llegada de las gentes venidas de toda Europa a la tumba del apóstol en Compostela.
La Marcha del Antiguo Reino es solemne y lenta y con algunas fases de muiñeira. Se interpreta con gaitas en tres tonalidades y percusión.
Se cree que fue Carlos Díaz Gestal, O Xestal, quien la recuperó. Este incluyó la Marcha en un disco de 1968, lo que fomentó que la marcha empezara a ser utilizada en actos institucionales.